# Metriomantis pilosella
Metriomantis pilosella es una especie de mantis de la familia Mantidae.

## Distribución geográfica
Se encuentra en Venezuela, Brasil y la Guayana Francesa.